# Stoner doom
El stoner doom es un subgénero del doom metal que tiene sus orígenes en el proto doom de finales de los 60 y principios de los 70 de Blue Cheer, Black Widow y sobre todo Black Sabbath, las dos primeras más identificadas con el movimiento conocido como stoner metal. Posteriormente, Dream Death seguirá este camino para dar a la luz a finales de los 80 y principios de los 90 a la banda representativa del movimiento: Cathedral, del británico Lee Dorrian. 
El stoner doom es una mezcla del doom tradicional y el proto doom de Pentagram, Trouble, Saint Vitus y Witchfinder General con el stoner de Sir Lord Baltimore, Buffalo, Blue Cheer y Black Sabbath o (más tarde) Electric Wizard, sin embargo, en los casos más extremos, es común que el sludge metal (como en The Melvins o Black Flag), sea componente indispensable. También se le conoce como stoom gracias a una banda de stoner doom australiana llamada Pod People, que acuñó el nombre de la unión de stoner con doom para describir este estilo de música.
Bandas características del subgénero son YOB, Cathedral, Sleep, Electric Wizard, Sons of Otis y Fango.
- Datos: Q5494303